# Tunel Brajdica

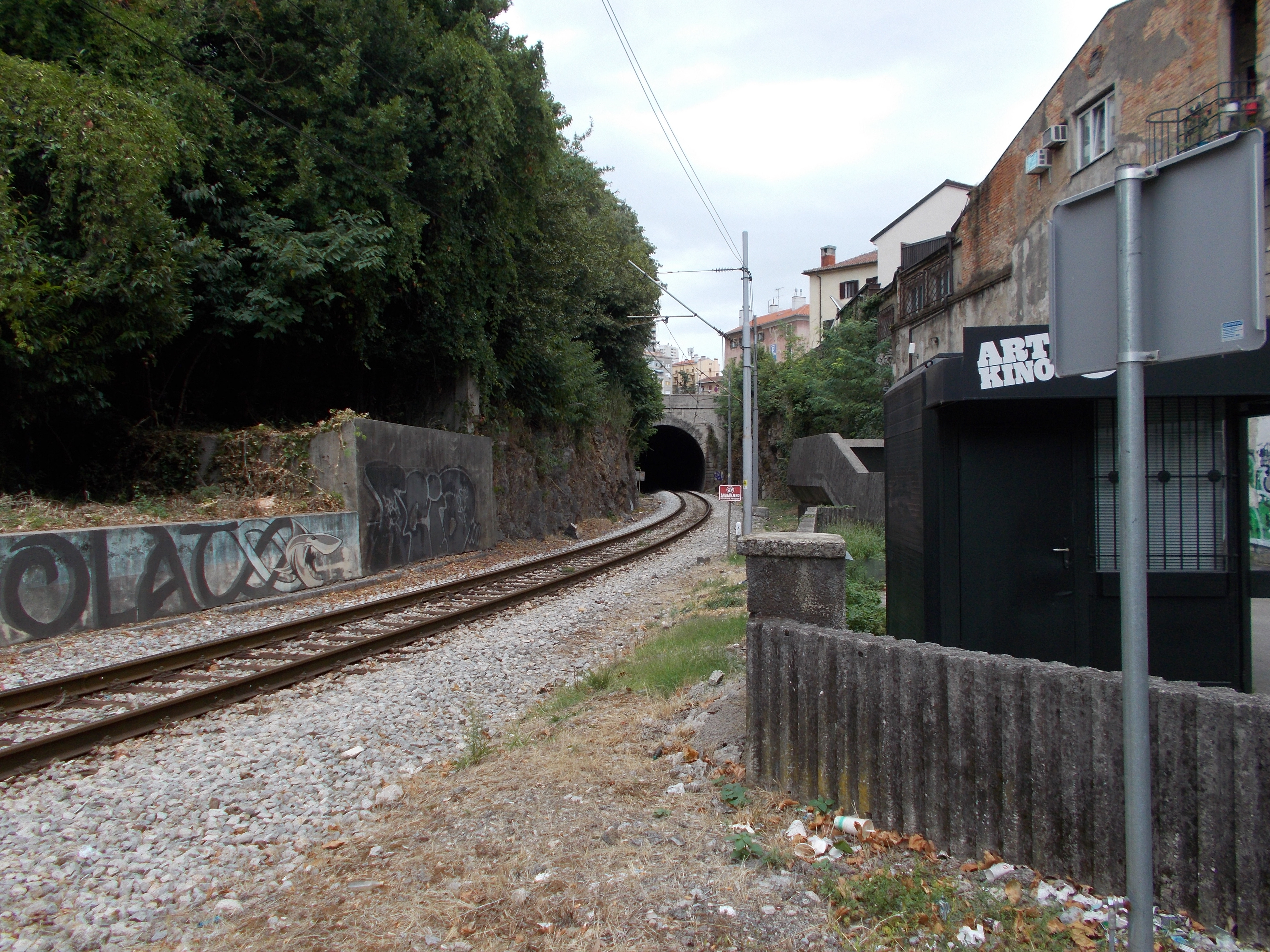
Tunel Brajdica

Tunel Brajdica je železniční tunel, který se nachází v chorvatském městě Rijeka. Je součástí trati Záhřeb–Rijeka. Veden je tak, aby umožnil klesání trati směrem k mořskému pobřeží v oblouku, obdobně jako např. Telgártský tunel na Slovensku.
Veden je pod samotným městem. Jeho délka činí 1837 m, je dvoukolejný a každá kolej je nivelizovaná zvlášť. Tunel byl původně zbudován jako jednokolejný a později ve své jižní části rozšířen. Jeho výstavba byla zahájena roku 1898 a dokončena na začátku roku 1900. Během druhé světové války sloužil pro skladování materiálu, neboť byl jedním z mála bezpečných míst, kde nehrozilo spojenecké bombardování. V roce 1953 byla trať v tunelu elektrifikována.
Tunel byl v 21. století částečně rekonstruován.